# Ferdinand Prirsch
Ferdinand Prirsch (* 10. Oktober 1906 in Fürstenfeld; † 16. Februar 1965 in Graz) war ein österreichischer Politiker (CS/VF/ÖVP) und Landwirt.

## Leben
Ferdinand Prirsch besuchte die Volksschule in Fürstenfeld und die Landwirtschaftliche Fachschule in Graz.
In der Ersten Republik war er von 1922 bis 1934 Obmann des „Jungsteirerbundes“ und danach bis 1938 Mitglied des Bundeswirtschaftsrates und Gemeinderat in Fürstenfeld. Von 1934 bis 1938 fungierte er zudem als Bezirksleiter der Vaterländischen Front und wurde deswegen unmittelbar nach dem Einmarsch der Deutschen Wehrmacht im März 1938 vorübergehend inhaftiert. Nach dem Zweiten Weltkrieg wurde er 1945 Abgeordneter zum Nationalrat und blieb dies bis Ende 1949. In dieser Funktion stieß er u. a. eine Initiative zur Beseitigung des kriegsbedingten Facharbeitermangels in der österreichischen Landwirtschaft an und organisierte zudem Lebensmittel- und Hilfstransporte nach Fürstenfeld. Von 1948 bis 1965 war er Mitglied der Steiermärkischen Landesregierung unter Landeshauptmann Josef Krainer sen., wo er als Agrarlandesrat sowie als Landesfeuerwehr- und Wohnbaureferent fungierte. Eines seiner wichtigsten Projekte war die Ausarbeitung des Steiermärkischen Landarbeiterkammergesetzes, welches am 1. Jänner 1950 vom Landtag beschlossen wurde. 1962 setzte er sich für den Ausbau der später nach seinem Tod nach ihm benannten „Fachschule für Land- und Ernährungswissenschaft Haidegg“ ein. Zudem bekleidete Prirsch ab 1945 bis zu seinem Tod das Amt des Bezirksparteiobmanns der ÖVP und das des Obmanns der Bezirksbauernkammer in Fürstenfeld.
Neben seiner politischen Tätigkeit war er zusätzlich von 1958 bis 1965 Obmann der „Raiffeisen Zentralkasse“ Steiermark.

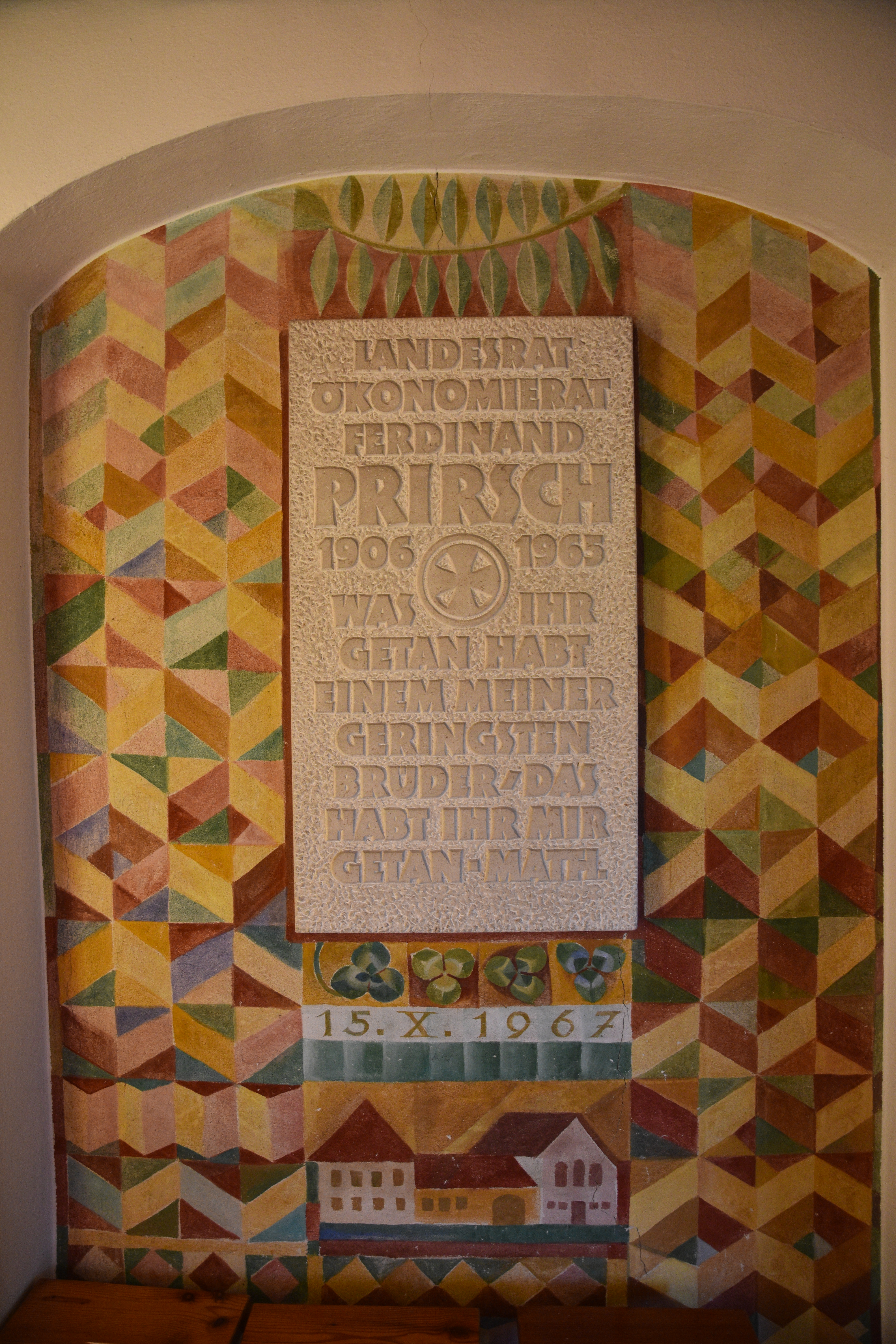
Gedenktafel in der Wieskapelle in Fürstenfeld

Ferdinand Prirsch setzte sich nach Kriegsende vor allem in der Oststeiermark für die Integration ehemaliger Nationalsozialisten und Deutschnationaler in die Steirische Volkspartei ein.
Er war Ehrenmitglied der k.ö.St.V. Riegersburg Fürstenfeld.
Die in Graz-Straßgang gelegene Ferdinand-Prirsch-Straße trägt seinen Namen.

## Privates
Prirsch war verheiratet und Vater von drei Kindern.